# Onda meccanica
In fisica classica un'onda meccanica è la propagazione di una perturbazione in un mezzo gassoso, liquido o solido con il trasporto di energia e quantità di moto.
Essa necessita di una sorgente di perturbazione, un mezzo che subisca l'azione perturbante e di una connessione tra la materia perturbata e quella adiacente necessaria per la sua propagazione. Caratteristica fondamentale che contraddistingue un'onda meccanica da un'onda elettromagnetica è la necessità di propagarsi attraverso un mezzo.

## Effetti
Il passaggio di un'onda meccanica causa nella materia una deformazione elastica: le particelle costituenti della materia perturbata subiscono una variazione della loro posizione iniziale nella quale ritornano solo quando l'ampiezza dell'onda si è azzerata. La deformazione elastica della materia provoca la trasmissione di spostamento, velocità ed energia meccanica (cinetica e potenziale elastica) alla materia adiacente.

## Propagazione e interferenze
Le onde possono essere descritte quantitativamente attraverso una funzione dello spazio-tempo. Come qualsiasi onda subiscono l'effetto di riflessione e trasmissione. E in base al loro spostamento si possono definire longitudinali o trasversali. Se più onde si propagano nello stesso mezzo si applica il principio di sovrapposizione: la perturbazione risultante in un punto di un mezzo in cui si incontrano due o più onde è uguale, in un dato istante, alla somma delle singole perturbazioni prodotte in quel punto e in quell'istante. La sovrapposizione di due onde di uguale frequenza può causare un'interferenza costruttiva, oppure distruttiva. Se si sovrappongono onde di frequenza leggermente diversa si origina il fenomeno dei battimenti (variazioni periodiche dell'ampiezza massima dell'onda).
Nel caso in cui interferiscano due onde di pari ampiezza e frequenza, che si propaghino in verso opposto si ottiene un'onda stazionaria caratterizzata dalla presenza di punti fissi, chiamati nodi, (ampiezza nulla), e ventri (ampiezza massima). In questo caso l'energia non viene trasferita da un punto all'altro ma rimane localizzata.

## Onde sonore
Sono onde meccaniche longitudinali che si propagano nei mezzi comprimibili o elastici e subiscono spostamenti rispetto alle posizioni di equilibrio creando variazioni di densità e di pressione, con la creazione di zone di compressione seguite da zone di rarefazione. La velocità di propagazione del suono nell'aria dipende dalla temperatura e dalla pressione atmosferica, in condizioni standard (T= 0 °C ; P= 1 atm) misura 331 m/s. Nei liquidi e nei solidi il suono si propaga più velocemente. Le onde meccaniche di frequenza inferiore a 20 Hz sono chiamate infrasuoni, quelle superiori a 20 000 Hz ultrasuoni. Queste onde non possono essere avvertite dall'uomo mentre possono farlo alcuni animali.

## Onde sinusoidali
Onde meccaniche che descrivono una curva, detta sinusoide, caratterizzata da creste (i punti più alti dell'oscillazione) e avvallamenti (i punti più bassi dell'oscillazione) successivi.

## Velocità di fase
La caratteristica peculiare delle onde meccaniche è la velocità di fase, cioè la velocità di spostamento di un punto dell'onda di ampiezza determinata, e dipende dal mezzo di propagazione. In generale, la potenza trasmessa da un'onda è proporzionale alla sua velocità e al quadrato della sua ampiezza massima.

## Effetto Doppler
L'Effetto Doppler si verifica quando si ha un moto relativo (es.onde meccaniche sinusoidali ed elettromagnetiche) tra la sorgente d'onda e l'osservatore: la
frequenza percepita dall'osservatore è infatti diversa da quella che caratterizza la sorgente. Questo effetto avviene in relazione alla velocità relativa tra sorgente e osservatore.